# Fools Crow
Fools Crow (1986) és una novel·la de l'escriptor nadiu americà James Welch, natural de Montana. La novel·la explica la història d'un jove blackfoot de la tribu dels pikuni a finals del segle xix. A la dècada dels 1870 els blackfoot es trobaven en un moment àlgid d'expansió territorial –s'estenien entre el Saskatchewan al nord i Yellowstone al sud- i de poder polític sobre les tribus del seu voltant. És el punt àlgid de la cultura blackfoot però també el moment en què el contacte i posterior enfrontament amb la cultura dels blancs, els napikwan, els portaran a un futur terrible.
A Fools Crow Welch presenta el jove White Man's Dog en un moment clau dins de la vida de tot jove blackfoot, al començament del ritual iniciàtic que el portarà a convertir-se en un guerrer respectat per tota la tribu. Com a part d'aquest procés, White Man's Dog ha de participar en l'expedició per adquirir cavalls d'una altra tribu enemiga. Aquesta primera prova marcarà tant el futur del jove White Man's Dog com el del seu amic Fast Horse. Mentre el primer es revela com un jove assenyat, responsable i madur que acabarà sent guia espiritual del seu poble, la set de poder i de fama del segon el porten a la seva davallada. La novel·la continua relatant el procés de maduració de White Man's Dog –després convertit en Fools Crow- i la creixent problemàtica de la tribu degut a l'expansió i colonització per part de l'home blanc.
Amb aquesta novel·la Welch mostra una part essencial i fins ara força oblidada de la història dels Estats Units alhora que aconsegueix crear un referent de masculinitat, Fools Crow, pels actuals joves blackfoot.